# Eisenbach (Hochschwarzwald)
Eisenbach (Hochschwarzwald) è un comune tedesco di 2 251 abitanti, situato nel land del Baden-Württemberg.